# Kenswick (Worcestershire)
Kenswick est une paroisse civile et un village du Worcestershire, en Angleterre.